# Lepidodes limicola
Lepidodes limicola är en fjärilsart som beskrevs av Paul Dognin 1912. Lepidodes limicola ingår i släktet Lepidodes och familjen nattflyn. Inga underarter finns listade i Catalogue of Life.